# Baureihe 95
Baureihe 95 – niemiecka lokomotywa parowa produkowana w latach 1922–1924. Zostały wyprodukowane w liczbie 45 sztuk. Były używane do prowadzenia pociągów towarowych na liniach górskich. Parowozy niemieckie kursowały do 1981 roku.

## Historia
Pięcioosiowe tendrzaki w krajach niemieckich były jak dotąd przeznaczone do prowadzenia pociągów towarowych na liniach górskich czyli raczej przystosowane do jazdy z małymi prędkościami. Natomiast koleje austriackie z wyjątkiem kolei przemysłowych nie potrzebowały takich parowozów. Do większych prędkości i obciążeń na przełęczach górskich były potrzebne parowozy o większych kotłach i z naprowadzaniem do jazdy po łukach. W Niemczech takie parowozy eksploatowała kolej przemysłowa Halberstadt – Blankenburg. Lokomotywy tej serii zamówiły również Pruskie koleje państwowe  .

## Opis techniczny
Parowozy serii T20 miały belkową ostoję z obudową z odlewów staliwnych. Parowóz posiadał wózki Kraussa-Helmholtza, osie środkowe były zawieszone w ostoi. Oś silnikowa miała podcięte obrzeża. Parowozy przeznaczone do jazdy na liniach górskich z wzniesieniami na stromych rampach do 70‰ miały piasecznice do wszystkich kół wiązanych z obydwu stron i były wyposażone w hamulec przeciwciśnieniowy Riggenbacha. Parowóz posiadał stawidło Heusingera. Parowozy serii T20 mogły prowadzić po torze poziomym składy o masie 2060 t z maksymalną prędkością 70 km/h, a na wzniesieniu 25‰ prowadził pociągi o masie 430 t z prędkością 25 km/h. Przeszkodą w wykorzystaniu parowozów na innych liniach zębatych był zbyt duży nacisk osi.